# Mantar
Mantar is een bestuurslaag in het regentschap Sumbawa Barat van de provincie West-Nusa Tenggara, Indonesië. Mantar telt 1351 inwoners (volkstelling 2010).